# Neuilly-sur-Seine
Neuilly-sur-Seine är en kommun i departementet Hauts-de-Seine i regionen Île-de-France, ca 7 km från Paris stadskärna, i norra Frankrike. Kommunen utgör en västlig närförort till Paris och ligger vid Axe historique ("Historiska axeln"). Neuilly-sur-Seine är chef-lieu över 2 kantoner som tillhör arrondissementet Nanterre. År 2022 räknade Neuilly-sur-Seine 59 200 invånare, vars förmögenhetsnivåer tillhör de högsta i Frankrike.

## Befolkningsutveckling
Antalet invånare i kommunen Neuilly-sur-Seine
| Referens: INSEE |